# Landesregierung Schumy
Die Landesregierung Schumy bildet die Kärntner Landesregierung in der 13. Gesetzgebungsperiode von der Wahl der Landesregierung am 6. November 1923 bis zur Angelobung der nachfolgenden Regierung Lemisch II am 21. Mai 1927.
Nachdem die Sozialistische Arbeiterpartei Österreichs (SDAP) bei der Landtagswahl 1923 ihre Vormachtstellung verloren hatte, büßte sie auch den Anspruch auf den Landeshauptmann ein. Diesen konnte die Einheitsliste (EL) stellen, ein Parteibündnis aus dem Landbund, der Christlichsozialen Partei (CS) und der Großdeutschen Volkspartei (GDVP), das bei der Landtagswahl die absolute Mehrheit erzielt hatte. In der Folge entfielen fünf Regierungsmitglieder auf die Einheitsliste, wobei der Landbund den Landeshauptmann, die Christlichsoziale Partei den Ersten Landeshauptmann-Stellvertreter und Landbund, Christlichsoziale und GDVP je einen Landesrat stellten. Die SDAP konnte in der neuen Landesregierung den Zweiten Landeshauptmann-Stellvertreter sowie zwei Landesräte stellen.

## Entwicklung
Bei der Wahl des Landeshauptmanns, die in einer Mehrheitswahl erfolgte, wurde der neue Landeshauptmann Vinzenz Schumy (Landbund) mit 25 von 42 abgegebenen Stimmen zum Landeshauptmann gewählt. Zudem waren bei der Wahl des Landeshauptmanns 17 Stimmen ungültig geblieben. Bei der Wahl der Landeshauptmann-Stellvertreter, die in einem Wahlgang nach der Verhältniswahlrecht erfolgte, erzielte Sylvester Leer (CS) 25 Stimmen und August Neutzler (SDAP) 15 Stimmen. Zwei Abgeordnete gaben bei der Wahl einen ungültigen Stimmzettel ab. Ebenso wie die Wahl der Landeshauptmann-Stellvertreter erfolgte die Wahl der Landesräte in einem Wahlgang. Bei 42 abgegebenen Stimmzetteln erhielten die Fritz Dörflinger (GDVP), Ferdinand Kernmaier (LB), Franz Reinprecht (CS) und Matthias Zeinitzer (SDAP) jeweils 40 Stimmen, während Hans Lagger (SDAP) 39 Stimmen auf sich vereinen konnte.
Obwohl die Verhältnisse im Landtag klarer waren als nach der vorangegangenen Landtagswahl 1921 gestaltete sich die Regierungsarbeit zunehmend schwieriger. Die Sozialdemokraten nutzten ihre Posten geschickt aus, währenddessen brachen innerhalb der nur lose zusammenhängenden Einheitsliste, deren einigendes Element vor der Wahl die Gegnerschaft zum sozialdemokratischen Landeshauptmann Florian Gröger gewesen war, immer mehr Konflikte auf. Mit dem Hintergrund einer zunehmenden Wirtschaftskrise wurden die Streitigkeiten ab 1925 akut. Zu Beginn des Jahres 1927 schied der Landbund offiziell aus der Einheitsliste aus, Großdeutsche Volkspartei und Christlichsoziale Partei führten ihre Kooperation unter demselben Namen weiter. Die Sozialdemokraten plädierten auf vorgezogene Neuwahlen Mitte Mai 1927, um die Maifeiern für ihren Wahlkampf nutzen zu können. Letztlich einigten die Parteien sich aber auf den 24. April 1927 als Wahltermin, um die Wahlen parallel mit der schon feststehenden Nationalratswahl abhalten zu können.

## Regierungsmitglieder
| Amt                               | Name                | Partei | Referate |
| --------------------------------- | ------------------- | ------ | -------- |
| Landeshauptmann                   | Vinzenz Schumy      | LB     |          |
| 1. Landeshauptmann-Stellvertreter | Sylvester Leer      | CS     |          |
| 2. Landeshauptmann-Stellvertreter | August Neutzler     | SDAP   |          |
| Landesrat                         | Hans Lagger         | SDAP   |          |
| Landesrat                         | Matthias Zeinitzer  | SDAP   |          |
| Landesrat                         | Fritz Dörflinger    | GDVP   |          |
| Landesrat                         | Ferdinand Kernmaier | LB     |          |
| Landesrat                         | Franz Reinprecht    | CS     |          |